# FC Twente in het seizoen 1989/90
Het seizoen 1989-1990 was het vijfentwintigste jaar in het bestaan van de Nederlandse voetbalclub FC Twente. De Tukkers kwamen uit in de Nederlandse Eredivisie en namen deel aan het toernooi om de KNVB Beker. Door een derde plaats in het voorgaande seizoen 1988/89 was de club tevens gekwalificeerd voor de UEFA Cup.

## Verloop
Kees Rijvers, de technisch directeur die zich in het voorgaande seizoen voornamelijk bezig had gehouden met een nieuwe opzet van de jeugdopleiding, besloot zijn aflopende contract niet te verlengen. Hij trad in dienst als technisch adviseur bij PSV. Theo Vonk combineerde vanaf dit seizoen de functies van technisch directeur en hoofdtrainer. Hij verlengde zijn contract, dat oorspronkelijk tot medio 1990 liep, met twee jaar. Voormalig international Ronald Spelbos werd aangetrokken als assistent-trainer. Hij tekende een contract voor twee jaar met een optie voor een derde jaar.
Hans van den Berg volgde Frans Hartman op als voorzitter van de club. Laser Computer was vanaf dit seizoen de shirtsponsor.
FC Twente eindigde voor het derde achtereenvolgende jaar op de derde plaats in de Eredivisie. De ploeg speelde wisselvallig en had een doelsaldo van slechts + 5 (48-43). Thuis werd enkel verloren van RKC. Uit werden de grootste nederlagen geleden tegen FC Groningen (5-0) en AFC Ajax (4-0). De 4-1 thuis tegen zowel FC Groningen en FC Den Bosch waren de grootste overwinningen van het seizoen. Clubtopscorer in de Eredivisie was Claus Nielsen met 14 doelpunten.
In het toernooi om de KNVB Beker werd FC Twente in de derde ronde uitgeschakeld door een 2-0 nederlaag thuis tegen AFC Ajax. In de eerste ronde was Twente vrijgesteld en in de tweede ronde versloeg het Helmond Sport met 2-1. De terugkeer na negen jaar in het Europees voetbal was van korte duur. Het Belgische Club Brugge was in de eerste ronde een maatje te groot (0-0, 1-4).

## Selectie
Op 7 juni 1989, kort na het einde van het voorgaande seizoen, kwam de talentvolle verdediger Andy Scharmin om het leven bij de SLM-vliegramp bij het Surinaamse Zanderij. Piet Keur (Feyenoord), Martin Koopman (Cambuur) en Patrick Bosch (FC Emmen) verlieten Twente. De naar Noorwegen geëmigreerde Wim Balm en de geblesseerde Jan Pouls stopten met betaald voetbal. Frank Ensink (Go Ahead Eagles), Henry Meijerman (PEC Zwolle) en Gino Weber (Heracles) werden verhuurd.
Claus Nielsen werd voor ruim één miljoen gulden overgenomen van de Griekse club Panathinaikos. De transfer was de duurste in de historie van FC Twente. Jan Gaasbeek, die eerder voor AZ'67 uitkwam, volgde assistent-trainer Spelbos in een overgang van amateurclub DOVO. Gert-Jan Duif (FC Volendam), Marcel Peeper (HFC Haarlem) en Per Steffensen (Brøndby IF) werden eveneens aangetrokken. Clemens Zwijnenberg, Erik ten Hag, André Karnebeek, Frank Tempelman en doelverdediger Sander Boschker werden vanuit de jeugdopleiding overgeheveld naar de eerste selectie.
| Naam                | Positie        |
| ------------------- | -------------- |
| Hans de Koning      | Doelverdediger |
| Sander Boschker     | Doelverdediger |
| André Karnebeek     | Verdediger     |
| Fred Rutten         | Verdediger     |
| André Paus          | Verdediger     |
| Wilfried Elzinga    | Verdediger     |
| Clemens Zwijnenberg | Verdediger     |
| Michael Dikken      | Verdediger     |
| Frank Tempelman     | Middenvelder   |
| Per Steffensen      | Middenvelder   |
| Erik ten Hag        | Middenvelder   |

| Naam            | Positie      |
| --------------- | ------------ |
| Marco Roelofsen | Middenvelder |
| Eric van Rossum | Middenvelder |
| Jan Gaasbeek    | Middenvelder |
| John Neijenhuis | Middenvelder |
| Claus Nielsen   | Aanvaller    |
| Robin Schmidt   | Aanvaller    |
| Gert-Jan Duif   | Aanvaller    |
| Mika Lipponen   | Aanvaller    |
| Pieter Huistra  | Aanvaller    |
| Marcel Peeper   | Aanvaller    |

## KNVB Beker

### Wedstrijden
| Ronde          | Datum      | Wedstrijd                 | Uitslag |
| -------------- | ---------- | ------------------------- | ------- |
| Tweede ronde   | 10.12.1989 | FC Twente – Helmond Sport | 2–1     |
| Achtste finale | 14.01.1990 | FC Twente – Ajax          | 0–2     |

## UEFA Cup

### Wedstrijden
| Ronde        | Datum      | Wedstrijd                  | Uitslag |
| ------------ | ---------- | -------------------------- | ------- |
| Eerste ronde | 11.09.1989 | FC Twente – Club Brugge KV | 0–0     |
| Eerste ronde | 26.09.1989 | Club Brugge KV – FC Twente | 4–1     |

Ajax ·
BVV Den Bosch ·
Feyenoord ·
Fortuna Sittard ·
FC Groningen ·
FC Den Haag ·
Haarlem ·
MVV ·
N.E.C. ·
PSV ·
RKC ·
Roda JC ·
Sparta Rotterdam ·
FC Twente ·
FC Utrecht ·
Vitesse ·
FC Volendam ·
Willem II